# درويان فارس (مقاطعة ديواندرة)
درويان فارس (بالفارسية: درویان فارس) هي قرية تقع في قسم سارال الريفي (مقاطعة ديواندرة) في إيران. يقدر عدد سكانها بـ 119 نسمة بحسب إحصاء 2016.